# Synodontis punu
Synodontis punu är en fiskart som beskrevs av Emmanuel Vreven och Milondo 2009. Synodontis punu ingår i släktet Synodontis och familjen Mochokidae. Inga underarter finns listade i Catalogue of Life.